# 世尊寺 (佐渡市)
世尊寺（せそんじ）は、新潟県佐渡市竹田の日蓮宗寺院。本堂、書院、表門、長屋門、赤門、宝蔵、家財蔵の6棟が登録有形文化財となっている。佐渡七福神の一つ。

## 歴史と歴史
順徳上皇の警護のため佐渡島に渡った北面武士、遠藤盛国が日蓮に出会い帰依し、1273年に日興（日蓮の高弟）を開山とした道場。日蓮筆の曼荼羅や、赦免となった日蓮が佐渡を離れる際、真野地区の渋手の浜で描いたという大黒天画像一軸を所蔵する。また、所蔵する渋手大黒天は馬堀法眼喜孝が寄進したもの。2016年、長屋門が登録有形文化財を抹消された。
- 1273年（文永10年）、開山日興上人、開基日増上人、畑方村に建立。
- 1582年（天正10年）、現在地に寄進を受けて移転再建。
- 1876年（明治9年）、富士門流の統一教団日蓮宗興門派の結成に参加。
- 1899年（明治32年）、日蓮宗興門派は日蓮本門宗（本門宗）と改称。
- 1941年（昭和16年）、本門宗は一致派の日蓮宗、勝劣派の顕本法華宗とともに三派合同を行い、日蓮宗を結成。
- 1963年（昭和38年）、一時単立となっていたが、日蓮宗に復帰。

## 交通アクセス
- 新潟交通佐渡 南線 「竹田橋」バス停（県道65号沿い）より南東へ徒歩約8分。
- 新潟交通佐渡 南線 「大膳神社前」バス停（県道190号沿い）より徒歩約5分。 ※土休日の一部便のみ停車。

## 周辺
- 下国府遺跡（国の史跡）
- 妙宣寺
- 佐渡国分寺跡（国の史跡）
- 真野御陵